# Dino Piana
Dino Piana (Refrancore, 3 agosto 1930 – Roma, 6 novembre 2023) è stato un musicista e trombonista italiano.
Fu uno dei massimi esponenti del jazz italiano.

## Biografia
Figlio di pasticceri, crebbe nelle campagne del Monferrato astigiano, in Piemonte. Mosse i primi passi come trombettista nella banda del paese finché questa, con lo scoppio della seconda guerra mondiale, temporaneamente si sciolse.
Al termine della guerra, quando la banda si riformò, a Piana venne consegnato un altro strumento: il trombone.
Nel 1959 partecipò al concorso radiofonico "la coppa del jazz" nel quale si mise subito in luce come solista.
Successivamente entrò a far parte del quintetto "Basso-Valdambrini" e di alcune orchestre radiofoniche e televisive.
Suonò in svariati festival nazionali ed internazionali, prendendo parte a numerose incisioni nei complessi di grandi artisti come: Frank Rosolino, Chet Baker, Charlie Mingus, Kai Winding, Kenny Clarke. Fece anche parte delle big band di Thad Jones, Mel Lewis e Bob Brookmeyer.
Nel 1978 fondò un sestetto insieme, tra gli altri, ad Oscar Valdambrini e al figlio Franco. Con loro prese parte a numerosi festival, fra i quali: Umbria Jazz, "Eurojazz festival di Ivrea", "Midem di Cannes", "Festival di Pompei".
Il 12 maggio 1993 suonò in una reunion del sestetto "Basso-Valdambrini" alla "Town Hall" di New York.